# Amanda Rorra
Amanda Rorra Acosta (Montevidéu, 25 de março de 1924 — Montevidéu, 15 de abril de 2005) foi uma ativista política e social afro-uruguaia.

## Biografia
Filha da ativista María Juana Carolina Acosta Santana e do cantor e ator Oscar Rorra, conhecido como "Caruso Negro", teve uma infância marcada pela pobreza. Desde a adolescência, exerceu diversos ofícios para seu próprio sustento sem haver terminado a educação primária, o que conseguiu fazer mais tarde em sua vida.
Na década de 1960, Rorra começa a trabalhar em projetos educativos junto a José Pedro Martínez Matonte, a quem conhece na escola Nº 157 no bairro Villa García, na zona norte de Montevidéu. Esta experiência foi uma das bases que assentou as características de seu ativismo para com a comunidade negra no Uruguai. Junto com seu esposo Julio Espinosa, foi uma das primeiras integrantes da ACSUN (Asociación Cultural e Social Uruguai Negro) ou Centro Uruguai (como era chamada na época), organização de base do coletivo afro em Montevidéu. Em seguida foi a primeira mulher a chegar à presidência da dita associação.
Em agosto de 2001, viajou para a África para a III Conferência Mundial Contra o Racismo em Durban, liderando a delegação da sociedade civil junto com Lágrima Ríos.

## Reconhecimento
Desde 2007, o Departamento de Mulheres Afrodescendentes do Instituto Nacional das Mulheres (INMUJERES) do Ministério de Desenvolvimento Social do Uruguai (Mides) do Uruguai instaurou o Prêmio Nacional Amanda Rorra, entregue a mulheres (afrodescendentes ou não) que contribuíram ao longo do ano para melhorar as condições da população afrodescendente, foram defensoras dos direitos humanos e/ou tiveram atuações destacadas no combate ao racismo e outras formas de discriminação.
Em 2013, a Administração Nacional de Correios lançou o selo postal "Homenagem à Amanda Rorra" da Série Personalidades Afro-Uruguaias, criado pela artista plástica Mary Porto Casas, com o objetivo de celebrar o Dia Internacional das Mulheres Afro-Latino-Americanas, Afro-Caribenhas e da Diáspora.